# آگوست دی
آگوست دی (به انگلیسی: Agust D) یک میکس‌تیپ آغازین از رپر کره جنوبی آگوست دی است که بیشتر با عنوان شوگا از گروه پسرانه بی‌تی‌اس شناخته می‌شود. این میکس‌تیپ در ۱۵ اوت ۲۰۱۶، توسط بیگ هیت اینترتینمنت در ساوندکلاود منتشر شد.

## انتشار و عملکرد تجاری
در ۲۰ ژوئیه، ۲۰۱۶، تاریخ انتشار آگوست دی در ماه اوت تایید شد. در ۱۵ اوت، در ساوندکلاود و برای دانلود رایگان از طریق لینک‌هایی در توییتر همراه با یک ویدیو موزیک برای "آگوست دی" منتشر شد. در ۱۸ اوت، آگوست دی یک موزیک ویدیو پیگیری برای "به من بدش" منتشر کرد.

## تاریخچه انتشار
| منطقه | تاریخ        | فرمت                 | ناشر    |
| ----- | ------------ | -------------------- | ------- |
| مختلف | ۱۵ اوت، ۲۰۱۶ | جریان دانلود دیجیتال | بیگ هیت |

## فهرست ترانه‌های
| شماره      | نام                               | نویسنده(ها)                    | تهیه‌کننده(ها)            | مدت   |
| ---------- | --------------------------------- | ------------------------------ | ------------------------ | ----- |
| ۱.         | «Intro : DT sugA» (feat. DJ Friz) | آگوست دی پی‌داگ                 | آگوست دی پی‌داگ           | ۱:۰۴  |
| ۲.         | «آگوست دی»                        | آگوست دی                       | آگوست دی                 | ۳:۵۴  |
| ۳.         | «give it to me»                   | آگوست دی                       | آگوست دی                 | ۲:۲۹  |
| ۴.         | «skit»                            | آگوست دی                       | آگوست دی                 | ۱:۱۴  |
| ۵.         | «724148» (치리사일사팔)           | آگوست دی                       | آگوست دی                 | ۳:۰۵  |
| ۶.         | «140503 at dawn» (140503 새벽에)  | آگوست دی اسلو رابیت            | آگوست دی اسلو رابیت      | ۱:۲۴  |
| ۷.         | «The Last» (마지막)               | آگوست دی ژوئن پی‌داگ            | آگوست دی ژوئن پی‌داگ      | ۴:۰۵  |
| ۸.         | «Tony Montana» (feat. Yankie)     | آگوست دی پی‌داگ سوپرم بوی یانکی | آگوست دی پی‌داگ سوپرم بوی | ۳:۲۸  |
| ۹.         | «Interlude : Dream, Reality»      | آگوست دی اسلو رابیت            | آگوست دی اسلو رابیت      | ۱:۳۲  |
| ۱۰.        | «so far away» (feat. Suran)       | آگوست دی اسلو رابیت            | آگوست دی اسلو رابیت      | ۵:۵۸  |
| مجموع مدت: | مجموع مدت:                        | مجموع مدت:                     | مجموع مدت:               | ۲۸:۱۳ |